# Orchestina lahj
Orchestina lahj là một loài nhện trong họ Oonopidae.
Loài này thuộc chi Orchestina. Orchestina lahj được miêu tả năm 2006 bởi Michael Saaristo & van Harten.